# مسابقه آواز یوروویژن ۱۹۹۲
مسابقه آواز یوروویژن ۱۹۹۲ ۳۷مین دوره از مسابقات آواز یوروویژن بود که در Malmö Ice Stadium، مالمو، سوئد برگزار شد. برنده آن کشور جزیره ایرلند بود.